# La Soledad, Bejucal de Ocampo
La Soledad är en ort i Mexiko.   Den ligger i kommunen Bejucal de Ocampo och delstaten Chiapas, i den sydöstra delen av landet, 900 km sydost om huvudstaden Mexico City. La Soledad ligger 2 113 meter över havet och antalet invånare är 142.
Terrängen runt La Soledad är bergig österut, men västerut är den kuperad. Runt La Soledad är det ganska tätbefolkat, med 96 invånare per kvadratkilometer. Närmaste större samhälle är Motozintla de Mendoza, 19,6 km sydväst om La Soledad. I omgivningarna runt La Soledad växer huvudsakligen savannskog.